# Землетрус у Китаї (2023)
18 грудня 2023 року в КНР стався потужний землетрус.

## Опис
Землетрус стався в ніч з 18 на 19 грудня. Його епіцентр був розташований у Цзішишань-Баоань-Дунсян-Саларському автономному повіті неподалік від кордону між провінціями Ганьсу та Цинхай. Перші поштовхи тривали 20 секунд із магнітудою 5,9 (за іншою оцінкою — 6,2). Слідом за землетрусом було зафіксовано дев'ять підземних поштовхів з магнітудою 3.
Землетрус став найбільшим у країні за кількістю загиблих протягом десяти років, забравши життя щонайменше 134 людей. Станом на ранок 19 грудня було відомо про 105 загиблих, 397 постраждалих в провінції Ганьсу; також було зруйновано понад 4 700 будинків. Окрім цього, в провінції Цинхай загинуло щонайменш 13 людей, 182 було поранено, 20 зникли безвісти.
25 грудня кількість загиблих збільшилася до 149 осіб, знаходження ще принаймні двох не було встановлено. 

## Тектонічна структура
Хребет Цзішишань лежить у найсхіднішому сегменті Цілянських гір на північно-східній окраїні Тибетського нагір'я, що утворилося в результаті зіткнення Індійської та Євразійської плит. Плато й далі насувається на північ, одночасно розтягуючись у бік, викликаючи розвиток комбінації великих лівосторонніх розломів зсуву і зони насуву. Простягнутий у північно-західному і південно-східному напрямках хребет Цзішишань з обох боків обмежений розломами, які мають ознаки як насуву, так і зсуву. За даними GPS-спостережень, найактивнішою з цих структур є східний крайовий розлом, швидкість зсуву якого оцінюється приблизно в 1 мм на рік, як при насуві, так і при вкороченні.
Гори Цілянь були місцем багатьох великих і руйнівних історичних землетрусів. Найбільшим з них був землетрус магнітудою 7,7 бала у 1927 році на півночі, який забрав життя 40 000 людей. Землетрус був наслідком розлому насуву і приніс надзвичайні руйнування в повіті Гулан префектури Увей, а також спричинив руйнівні зсуви. Ганьсу також постраждав від іншого землетрусу в 1920 році, що стався внаслідок зсуву, в результаті якого загинуло 200 000 людей; цей землетрус часто вважають одним з найсмертоносніших землетрусів 20-го століття. У квітні 1990 року землетрус магнітудою 6,5 бала, якому безпосередньо передував підземний поштовх магнітудою 6,3 бала, а за ним — афтершок магнітудою 6,3 бала, призвів до щонайменше 126 людських жертв, значних руйнувань і зсувів.
Втрати, пов'язані з землетрусами в Китаї, є звичайним явищем, навіть для землетрусів помірної магнітуди, через близькість великих населених пунктів до епіцентру землетрусу, поширеність структур, вразливих до підземних поштовхів, і виникнення зсувів на крутому рельєфі місцевості.